# Yngve Sunesson
Yngve Sunesson, född 12 maj 1953 i Västra Torsås församling i Kronobergs län, är en svensk politiker (centerpartist) och journalist, som arbetar som politisk chefredaktör och ledarskribent på centerpartistiska Hallands Nyheter. Han var mellan 1985 och 2010 ledamot av Markaryds kommunfullmäktige för Centerpartiet.

## Biografi
Mellan 1981 och 1984 var han ordförande i Centerns Ungdomsförbund och dessutom partistyrelseledamot. Därefter var Sunesson VD, chefredaktör, ledarskribent och ansvarig utgivare på de centerpartistiska tidningarna Laholms Tidning (mellan juni 1984 och sommaren 1993) samt Norra Skåne (mellan augusti 1993 och juli 2001). År 1995 var Yngve Sunesson ordförande i Stiftelsen EU-kritiska publicister, som samma år skapade den EU-kritiska tidningen EU-Nyheterna. Han har också skrivit för de centerpartistiska tidningarna Hudiksvalls Tidning och Östersunds-Posten sedan senare delen av 1990-talet.